# OSS 117: El Caire, niu d'espies
OSS 117: El Caire, niu d'espies (títol original en francès, OSS 117 : Le Caire, nid d'espions) és una pel·lícula de comèdia d'espioantge francesa del 2006 dirigida i coescrita per Michel Hazanavicius en el seu debut com a director de llargmetratges. És protagonitzada per Jean Dujardin, Bérénice Bejo i Aure Atika. Ambientada l'any 1955, la pel·lícula segueix les gestes de l'agent secret francès Hubert Bonisseur de La Bath/OSS 117, quan és enviat al Caire per investigar la desaparició del seu millor amic i company d'espia Jack Jefferson, només per ensopegar amb una trama internacional. S'ha doblat i subtitulat al català.
El Caire, niu d'espies està basada en la sèrie de novel·les OSS 117 de Jean Bruce, però actua com una paròdia del gènere d'espies en lloc d'una adaptació fidel, i representa l'OSS 117 com un francès idiota amb opinions estretes sobre la raça, la religió, i rols de gènere. El 2009 es va estrenar una seqüela, OSS 117: Perdut a Rio, també dirigida per Hazanavicius i protagonitzada per Dujardin.

## Recursos
1. ↑  Lombard, Phillippe. Petit Livre de - 200 infos incroyables mais vraies sur le cinéma (en francès).  Éditions Balland, 2012.
2. ↑  Mayrargues, Samuel. Jean Dujardin: du café-théâtre aux oscars, l'itinéraire d'un "gars normal" (en francès).  Éditions Balland, 2012.
3. ↑  «OSS 117: El Caire, niu d'espies».   Goita què fan, ara!. [Consulta: 1r maig 2023].
4. ↑  Bradshaw, Peter «OSS 117: Cairo - Nest Of Spies». The Guardian [Londres], 07-11-2008.